# 来雁塔 (衡阳市)
26°55′22.6″N 112°37′21.1″E / 26.922944°N 112.622528°E
来雁塔，为衡州三塔之一，为湖南省文物保护单位。来雁塔位于湖南省衡阳市石鼓区，附近区域被命名为来雁塔社区。

## 历史
明朝万历九年（1581年），官至礼部尚书的曾朝节主持兴建来雁塔，经过十三年而建成。
1989年，衡阳市政府对来雁塔进行全面维修。时任衡阳市市长的苏健民作《续修来雁塔记》，嵌于第一级门洞左壁。
2016年5月，来雁塔启动修缮工程，来雁塔景区也将整体配套升级。

## 景观
来雁塔系楼阁式砖石塔，座北朝南，七级八楞，中空，通高36米，底边长7.3米。

来雁塔的门额为汉白玉石质的“来雁塔”。塔旁原建有山门和双练、印湘二亭，均废坛。
- 从坡下拍摄的来雁塔
- 来雁塔的寺门
- 来雁塔全景
- 来雁塔旁的香炉
- 来雁塔的介绍
- 来雁塔的匾额
- 来雁塔旁的合江套工业区改造规划宣传展板
- 从来雁塔方向隔岸可见珠晖塔

## 脚注
1. ↑  易, 大炜. . 衡阳广电网. 2015年10月10日. （原始内容存档于2017年2月4日）.
2. ↑  . 腾讯房产衡阳站. 2015年1月24日.[]
3. ↑  石鼓区信息化工作办公室. . 石鼓区党政门户网. 2009年10月23日  [2017年1月27日].[永久]
4. ↑  赵, 磊. . 衡阳广电网. 2016年2月24日. （原始内容存档于2017年2月5日）.
5. ↑  . 中国航空旅游网.   [2017年1月27日]. （原始内容存档于2020年12月14日）.